# ウィリアム・ショックレー
ウィリアム・ブラッドフォード・ショックレー・ジュニア（William Bradford Shockley Jr.、1910年2月13日 - 1989年8月12日）は、アメリカの物理学者、発明家。ジョン・バーディーン、ウォルター・ブラッテンと共にトランジスタを発明し、3人で1956年のノーベル物理学賞を受賞。
ショックレーは1950年代から1960年代にかけてトランジスタの商業化を試み、そのために電子工学関連の技術革新が育まれ、カリフォルニアに「シリコンバレー」が生まれる出発点となった。晩年にはスタンフォード大学の教授となり、優生学の熱心な支持者となった。

## 生涯

### 前半生
ロンドンで生まれ、カリフォルニア州パロアルトで育つ。父ウィリアム・ショックレー・シニアは鉱山技師で、8カ国語を話した。母はアメリカ西部出身のスタンフォード大学卒で、アメリカ初の女性採掘測量士補となった人物である。
1932年、カリフォルニア工科大学で学士号を取得。まだ学生だった1933年8月にアイオワ出身のジーン・ベイリーと結婚。1934年3月に長女アリソンが生まれた。
1936年、マサチューセッツ工科大学でPh.D.を取得。博士論文のタイトルは Electronic Bands in Sodium Chloride（塩化ナトリウムにおける電子帯）で、指導教官だったジョン・クラーク・スレイターの助言によるものだった。その後、ニュージャージー州にあるベル研究所のクリントン・デイヴィソンの研究チームに参加。その後数年間はショックレーにとって実り多い時期で、フィジカル・レビュー誌に固体物理学の基礎的論文をいくつも発表している。1938年には当人にとって初めての特許 "Electron Discharge Device" を取得。電子増倍管についての特許である。
第二次世界大戦が勃発すると、ニュージャージー州ホイッパニーにある研究所でレーダーの研究に参加。1942年5月にはベル研究所を離れて、海軍の委託研究のディレクターとしてコロンビア大学で対潜水艦技術の研究開発を指揮した。これは潜水艦の戦術に対抗して、護送船団技術を改善したり、機雷投下パターンを最適化したりといったことが含まれる。このプロジェクトではペンタゴンやワシントンに頻繁に出向き、軍や政府の多数の高官と面会した。1944年、B-29爆撃機のパイロットに新たなレーダー爆撃照準器の使い方を教育するプログラムを策定。1944年後半になると世界各地の基地を3カ月かけて巡り、教育の成果を確認した。このプロジェクトに対して1946年10月17日、陸軍長官ロバート・ポーター・パターソンがショックレーに功労章を授与した。
1945年7月、戦争省は日本本土上陸作戦を行った際の死傷者数の予測をショックレーに依頼した。ショックレーは次のように結論した。

日本の国家としての歴史上の振る舞いとこれまでの戦闘における振る舞いの研究が正しいなら、敗戦を認めるまでに生じる日本人の死傷者数はドイツの場合のそれを上回るだろう。言い換えれば、我々は500万人から1000万人の日本人を殺す必要がある。その場合、我が方も170万人から400万人の死傷者が出て、うち40万人から80万人が戦死するだろう。

この予測は、上陸せずに日本を降伏させるという方針決定に影響し、広島と長崎への原爆投下が行われた。

### トランジスタ
1945年に戦争が終わると、ベル研究所に固体物理学部門ができ、ショックレーと化学者のスタンレー・モルガンが指揮することになった。他のメンバーとしては、ジョン・バーディーン、ウォルター・ブラッテン、物理学者ジェラルド・ピアソン、化学者ロバート・ギブニー、電子工学者ヒルバート・ムーア、および数人の技術者がいた。彼らの当面の目標は、真空管増幅器の代替となる固体（半導体）を見つけることだった。まずショックレーの発案で、半導体を外部の電界の中に置いて伝導率に影響を与えられないか試した。その実験はあらゆる素材と設定で行っても失敗した。バーディーンが半導体の内部に電界が侵入できないことを示す表面準位の理論を提案するまで、全く進展が見られなかった。その後彼らは表面準位の研究に注力し、毎日のように議論した。グループ内の関係は素晴らしく、アイデアを自由に出し合っていた。
1946年の冬までに十分な結果が得られ、バーディーンはフィジカル・レビュー誌に表面準位についての論文を送った。ブラッテンは表面準位の研究のため、半導体の表面に強い光を当てる実験を始めた。そこからさらに論文が書かれ（一部はショックレーと共同）、初期の実験が失敗した原因が推測できるようになった。研究が軌道に乗ったのは、半導体と導体の導線の接触点を電解液に浸すという実験を行ってからのことである。ムーアは入力信号の周波数を容易に変更できる回路を組み立てた。ショックレーの助言に従い、ピアソンはpn接合の接合部分にホウ酸グリコール（蒸発しない粘性のある化学物質）の小滴を置き、そこに電圧を印加してみた。これによってついに増幅作用が観測されるようになった。
1947年12月はベル研究所にとって「奇跡の1カ月」となった。バーディーンとブラッテンは点接触型トランジスタを完成させ、増幅機能を確認した（ショックレーは直接関わっていない）。翌月までにベル研究所は特許を出願した。
ベル研究所の弁理士は間もなく、ショックレーの電界効果の原理が既に予測され、ユリウス・エドガー・リリエンフェルトが1930年にそれを利用した装置の特許を取得済みであることを発見した。そのMOSFETのような素子の特許が最初に出願されたのはカナダで、1925年10月22日のことだった。その特許は「弱い」（実動しない）もののようだったが、弁理士は衝突を避けて4つの特許のうちの1つに関してはバーディーンとブラッテンによる点接触型設計のみを扱った。他の3つの特許（先に出願）は、バーディーン、ギブニー、ブラッテンを発明者として電解質を使ったトランジスタの特許とした。つまり、ショックレーはこれらの特許出願書に発明人として名を連ねていない。ショックレーは彼の電界効果のアイデアがこれら発明の元になったと考えており、自分の名が入っていないことに怒った。彼は自分の名前だけを入れた特許を書くつもりだとバーディーンやブラッテンに話している。
同時に彼は独自に点接触型ではなく接合型のトランジスタを作る作業を続けた。そちらの方が量産しやすいと予想したためである。彼は、点接触型トランジスタは壊れやすく製造が難しいと考えていた。ショックレーはまた、点接触型トランジスタの動作原理の説明や少数キャリア注入の可能性についても完全には納得していなかった。ショックレーは「サンドイッチ構造」トランジスタと自ら名付けたものについてより徹底的な説明を考え、1949年4月7日にその動作原理の証明を得た。
これによって生まれた発明が接合型トランジスタで、1951年7月4日に報道陣に対して発表を行った。この発明の特許は1951年9月25日に発効。その後、様々な製造技法が考案されたが、最終的には拡散とフォトリソグラフィによる製造が急速に広まった。間もなく点接触型トランジスタを圧倒するようになり、しばらくの間市場を支配することになった。ショックレーはさらに2年間、ベル研究所でトランジスタの改良に取り組むグループを指揮した。
一方でショックレーは558ページの大著 Electrons and Holes in Semiconductors を書き上げ、1950年に出版した。その中でショックレーはドリフト-拡散モデルを説明し、半導体内の電子の流れを表す微分方程式を記している。ショックレーのダイオード方程式もその中に記されていた。トランジスタの改良や新たな半導体素子を発明しようとする科学者にとって、この著作は一種の「聖書」となった。
1951年、米国科学アカデミー (NAS) の会員に選ばれた。このときショックレーは41歳であり、NASに選ばれるにはかなり若い方だった。その2年後、NASは Comstock Prize for Physics をショックレーに授与。その後も次々と様々な賞を受賞していった。
ベル研究所は一貫して3人がチームとして発明したとしていたが、「トランジスタの発明者」として一般に認知されたのはまず第一にショックレーだった。結局ショックレーは2人と仲違いし、そのせいもあってバーディーンとブラッテンは接合型トランジスタの研究から遠ざかることになった。バーディーンは超伝導現象の研究に向かい、1951年にベル研究所を去った。ブラッテンもショックレーと一緒に働くことを拒否し、別のグループに割り当てられた。バーディーンもブラッテンもトランジスタ発明後の1年以降はトランジスタの研究から遠ざかっている。
ショックレーの管理スタイルは人をいらだたせる面があり、そのせいもあってベル研究所での昇進から外されていった。それはまた同時にベル研究所にとってショックレーが管理者ではなく科学者として重要だったという意味もある。ショックレー自身は自らの能力にふさわしい富と権力を望んでいた。1953年、ショックレーはベル研究所を離れ、カリフォルニア工科大学に戻って4カ月だけ客員教授を務めた。

### ショックレー半導体研究所
カリフォルニア工科大学時代の友人が、自分の会社の部門としてショックレーの研究所を創設することを申し出てきた。1955年、Beckman Instruments がマウンテンビューに新たに創設した研究所をショックレー半導体研究所と名付け、ショックレーを所長に就任させた。その場所が中心となってシリコンバレーが形成された。彼がその場所を選んだのは母親の実家があるという理由であった。ショックレーの名声とベックマンの資金力を背景に、ベル研究所のかつての同僚を引き抜こうとしたが、誰も乗って来なかった。そこでショックレーは大学を卒業したばかりの優秀な人材を物色し始めた。
ショックレー流の経営とは、端的に言えば「支配と偏執性の増大」である。有名なエピソードとして、秘書が親指を切ってしまったことがある。ショックレーはそれが誰かの悪意によるものと思い込み、犯人を捜すために嘘発見器を使おうとした。実際にはオフィスのドアに壊れた画鋲の針だけが残っていたことが原因であることが判明し、研究スタッフとショックレーの仲は険悪になっていった。その間、新たな技術的にも難しい素子（「ショックレーダイオード」と名付けていた）を作れという彼の指示があったが、プロジェクトの進捗は非常にゆっくりとしていた。
1957年9月、ショックレーがシリコンベースの半導体研究を打ち切ると決めると、8人の研究スタッフ（自ら "the Traitorous Eight" すなわち「8人の反逆者」を名乗っていた）が同研究所を辞めた。8人のうちの一部の者がフェアチャイルド・カメラ・アンド・インスツルメンツの経営者シャーマン・フェアチャイルドに会って状況を説明すると、同社の半導体部門としてフェアチャイルドセミコンダクターを創業することになった。後にインテルを創業したロバート・ノイスとゴードン・ムーアもその8人に含まれている。アドバンスト・マイクロ・デバイセズもフェアチャイルドセミコンダクター出身のジェリー・サンダースが創業している。ショックレー研究所やこれらの企業が核となってシリコンバレーが形成されることになった。
ショックレーが新たな半導体素子開発に取り組んでいたころ、フェアチャイルドとテキサス・インスツルメンツがそれぞれ独自に世界初の集積回路を開発した。ショックレーは何とか素子を完成させ、製造を開始したが、商業的には失敗に終わった。
1961年、ショックレーはハンス・クワイサーと共同で太陽電池の理論的な発電効率の限界を示す法則を発見し、ショックレー・クワイサー限界と呼ばれるようになった。
ショックレー半導体研究所は1960年に売却され、さらに1968年にITTに売却され、間もなく清算された。
現在ショックレー半導体研究所は、2015年3月からの工事により取り壊され、その跡地には大型洋服店の建設が計画されている。(2015年5月現在)

### その後
1954年春から妻ジーンと別居し始め、同年夏には離婚。ショックレー研究所を組織した直後の1955年11月23日、ニューヨーク州北部出身で精神医学系の介護の先生だったエミー・ランニングと結婚。ショックレーが亡くなるまで添い遂げた。
1961年7月、ショックレー一家（本人と妻と息子）は自動車事故を起こし、ショックレー本人は全治数カ月を要した。
ショックレー研究所の管理職から外されると、ショックレーはスタンフォード大学で工学および応用科学の教授職を得た。
ショックレーの最後の特許は1968年に発効したもので、やや複雑な半導体素子に関するものだった。

### 人口統計と優生学
晩年のショックレーは、人種、知能、優生学といった問題に興味を持つようになっていった。本人はこの仕事が人類の遺伝的未来にとって重要であり、自身の経歴の中でも最も重要だと考えていたが、そのような政治的な独特の見解を表明することは彼の評判を傷つける結果となった。左翼とも右翼ともとれる立場を表明する理由を問われ、ショックレーは「自身の科学的才能を人類の問題を解決するために応用する」のが最終目標だと答えた。
ショックレーは、知的レベルの低い者ほど生殖率が高い現状は種族の退化をもたらすとし、知的レベルの低下は文明の衰退をもたらすとした。ショックレーは自分が正しいと証明されたならば、科学界は遺伝・知能・人口統計の傾向などを真剣に研究し、政策転換を促すべきだと主張した。
ショックレーは白人にも黒人にも同様の問題が起きているとしたが、特に黒人の方が状況が悪いとした。ショックレーは1970年の国勢調査の結果から、白人の単純労働者は平均で3.7人の子をもうけるが、白人の熟練労働者では平均で2.3人の子をもうけ、黒人ではその値がそれぞれ5.4人と1.9人になるとした。IQが遺伝に影響されるという彼の考え方によれば、黒人はIQが低くなっていくという結論になる。これについてショックレーが学術雑誌に書いた記事や大学などで行った講演は、心理学者シリル・バートの著作に一部基づいている。ショックレーはまた、IQが100未満の者には無料で不妊手術を受けさせるべきだと提案している。
ショックレーは白人至上主義を支持しないと述べ、東アジア系やユダヤ人の方が白人より知的に優れてると主張した。1973年、これに対してエドガー・エップスは「ショックレー教授がアーリア人至上主義者でないことは喜ばしいが、東洋人やユダヤ人の遺伝的優越性を支持する理論は、アーリア人至上主義の教義と同様に人種差別的である」と評した。
ショックレーはRobert Klark Grahamがノーベル賞受賞者のハーマン・J・マラーに影響されて創設した精子バンクのRepository for Germinal Choice に精子提供している。この精子バンクは「ノーベル賞受賞者の精子バンク」と報道されたこともあり、ショックレーを含む3人のノーベル賞受賞者の精子を保管している。ただし、ショックレー以外の精子提供者の名は明らかにされていない。しかしショックレーが人種差別的発言を繰り返したせいで、この精子バンクにとっては逆宣伝となり、他のノーベル賞受賞者の精子を提供してもらえなくなった。
精子バンクの件がニュースになっていた1980年8月、PLAYBOY誌にショックレーの長いインタビュー記事が掲載された。同誌の発行人であるヒュー・ヘフナーはショックレーの考え方に共感していたわけではないが、そのインタビューでショックレーは自身の優生学的見解と一般的な人種的偏見の違いを説明し、持論を多くの読者に対して擁護する機会を与える結果となった。
1981年、Atlanta Constitution 紙がショックレーを「ヒトラー主義者」と呼び、その考え方をナチにたとえたことから、ショックレーは同紙を名誉毀損で訴えた。ショックレーは裁判に勝利したが、賠償額はわずか1米ドルだった。
晩年、ショックレーはメディアとのやりとりに慎重になった。レポーターとの電話は常に録音し、それを書き起こしたものを書留で相手に送った。時には話を始める前に彼の業績について簡単なクイズを出すこともあった。
Daniel J. Kevles はショックレーを「人種差別主義者で生物学を知らない人物として嘲笑されている」とした。人類学者の Roger Pearson はショックレーを擁護し、ショックレーをタブーを破って人種間の差異を率直に議論した人物だとし、その考え方が世の中に不安を与えるものだったためにメディアによって悪者にされたとしている。

### 死
1989年、前立腺癌で死去。享年79。
そのころ彼は妻以外の家族ともほとんど疎遠になっていた。子供たちは報道で彼の死を知ったという。
2002年、1956年以降の友人約30人がスタンフォードに集まり、ショックレーの思い出を語り合った。この会合の主催者は「シリコンバレーにシリコンをもたらしたのはショックレーだ」と述べた。

## その他
講演が得意で、素人マジシャンでもあった。アメリカ物理学会で講演の最後にバラの花束をマジックで出して見せたことがある。若いころは念入りないたずらを仕掛けることでも知られていた。
ロッククライミングを趣味とし、ハドソン川上流のShawangunksによく通っていた。そこでオーバーハングを攻略するルートを開拓し、その場所は "Shockley's Ceiling" と呼ばれている。
ショックレーは無神論者である。

## 受賞・栄誉
- 1952年、モーリス・N・リーブマン記念賞受賞。
- 1953年、米国科学アカデミーのコムストック物理学賞を受賞。
- 1953年 - アメリカ物理学会のオリバー・E・バックリー凝縮系賞の第1回目を受賞。
- 1956年 - バーディーンとブラッテンと共にノーベル物理学賞を受賞。
- 1963年 - アメリカ機械工学会の Holley Medal を受賞。
- 1963年 - ヴィルヘルム・エクスナー・メダルを受賞。
- 1974年 - 全米発明家殿堂選出。
- 1980年 - IEEE栄誉賞を受賞。
- ペンシルベニア大学、ラトガース大学、ミネソタ州の Gustavus Adolphus College から名誉博士号を授与されている。
- タイム誌の「20世紀を代表する100人」に選ばれた。全米発明家殿堂に殿堂入りした人物についてのカテゴリ。

## 特許
ショックレーは90以上の特許を取得している。以下に主なものを挙げる。
- US 2502488 "Semiconductor Amplifier".  1948年9月24日出願。トランジスタに関するショックレーの最初に成立した特許。
- US 2569347 "Circuit element utilizing semiconductive material"  トランジスタに関するショックレーが最初に出願した特許（1948年6月26日）。
- US 2655609 "Bistable Circuits".  1952年7月22日出願。コンピュータで使われた。
- US 2787564 "Forming Semiconductive Devices by Ionic Bombardment".  1954年10月28日出願。半導体に不純物を注入する拡散方式。
- US 3031275 "Process for Growing Single Crystals".  1959年2月20日出願。半導体製造工程の改良。
- US 3053635 "Method of Growing Silicon Carbide Crystals".  1960年9月26日出願。別の半導体製造法。

## 著作

### 戦前の論文
- "An Electron Microscope for Filaments: Emission and Adsorption by Tungsten Single Crystals",  R. P. Johnson and W. Shockley, Phys. Rev. 49, 436 - 440 (1936).
- "Optical Absorption by the Alkali Halides",  J. C. Slater and W. Shockley, Phys. Rev. 50, 705 - 719 (1936).
- "Electronic Energy Bands in Sodium Chloride",  William Shockley,  Phys. Rev. 50, 754 - 759 (1936).
- "The Empty Lattice Test of the Cellular Method in Solids",  W. Shockley,  Phys. Rev. 52, 866 - 872 (1937).
- "On the Surface States Associated with a Periodic Potential",  William Shockley,  Phys. Rev. 56, 317 - 323 (1939).
- "The Self-Diffusion of Copper",  J. Steigman, W. Shockley and F. C. Nix, Phys. Rev. 56, 13 - 21 (1939).

### 著書
- Shockley, William – Electrons and holes in semiconductors, with applications to transistor electronics, Krieger (1956) ISBN 0-88275-382-7.
- Shockley, William – Mechanics Merrill (1966).
- Shockley, William; Pearson, Roger (1992), Shockley on Eugenics and Race: The Application of Science to the Solution of Human Problems, Scott-Townsend, ISBN 1-878465-03-1